# 빌리 부시

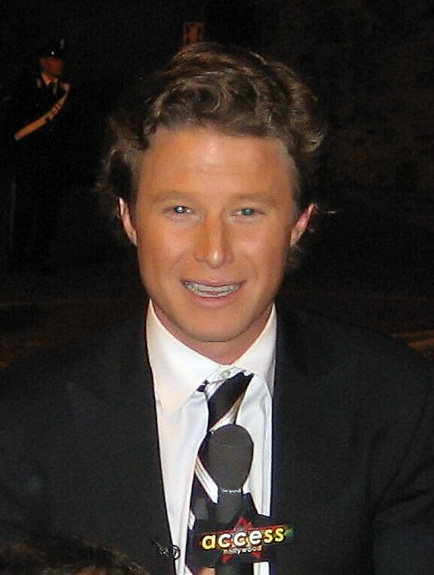
빌리 부시

윌리엄 홀 "빌리" 부시(William Hall "Billy" Bush, 1971년 10월 13일 ~ )는 미국 NBC 방송 "할리우드에 들어가보자"의 사회자이다. 미국의 41대 대통령 조지 H. W. 부시의 조카이자 43대 대통령인 조지 W. 부시의 사촌이다.